# Sternotherus minor
Sternotherus minor es una especie de tortuga de la familia Kinosternidae de Estados Unidos.

## Distribución geográfica
Se encuentra en los estados de Florida, Georgia, Misisipi, Luisiana y Tennessee.

## Descripción
Recibe su nombre por su cabeza inusualmente grande, en comparación con Sternotherus odoratus. Los adultos pueden medir 13.8 cm (5.3 pulgadas) de longitud de caparazón. Las barbillas están presentes en la barbilla, no sobre la garganta. 

## Hábitat
Viven en hábitats con agua limpia.

## Subespecies
- Sternotherus minor minor (Agassiz, 1857)
- Sternotherus minor peltifer (Smith & Glass, 1947)